# 李龍基
李 龍基（リー・ロンキー（広東語）、リー・ロンジー（中国標準語）、1950年11月1日 - ）は、香港の歌手・俳優である。1980年代中期にてTVBに一時所属し、現在はATV所属の俳優である。中国語の発音において、名前が唐朝の皇帝・李隆基とまったく同じであり、よく混同される。百度など検索エンジンにおいても「李龍基」で検索すると「李隆基ではないか」とメッセージが表示されることがある。

## 出演作品

### テレビドラマ
- 神鵰俠侶 (1983年、TVB) - 王重陽 役
- 鍾無艶 (1985年)
- 同居房客 (1985年)
- 都市方程式 (1988年)
- 無名火 (1998年)
- 大城小警 (1989年)
- 人海驕陽 (1991年) - 王燦成 役
- 皇家鉄馬 (1991年)
- 老友鬼鬼 (1991年) - 尚中発 役
- 獨臂刀客 (1994年)
- 再見亦是老婆 (1994年) - 洪有康 役
- 真情 (1995-1999年) - 洪星 役
- 一号皇庭IV (1995年) - 羅偉林 役
- 醉打金枝 (1997年)
- 苗翠花 (1997年) - 恭親王 役
- 状王宋世傑 (1997年) - 王虎 役
- 聊齋 (第二作) (1998年) - 皇帝 役
- 離島特警 (1998年) - 陳仲棋 役
- 状王宋世傑 (第二作) (1999年) - 銭十世 役
- 衝上人間 (1999年) - 文廣成 役
- 洗冤録 (1999年) - 藍濤 役
- 騙中伝奇 (1999年) - 老千 役
- 倚天屠龍記 (2000年) - 宋遠橋 役
- 尋秦記 (2001年) - 秦王 役
- 騎呢大状 (2002年) - 丈人 役
- 火蝴蝶（邦題：フレーミング・バタフライ、2008年、ATV）- 章守義 役

## 音楽作品

### アルバム
- 1978年：巨星
- 1979年：浣花洗劍録
- 1980年：怒劍鳴
- 1981年：情謎
- 1982年：男子漢
- 1982年：李龍基精選
- 1983年：豹子膽
- 1984年：浪子嬌娃
- 1997年：多一点精選集(十二) - 李龍基‧人生曲
- 2002年：星聲傳集 - 李龍基

### シングル
- 巨星
- 人生曲
- 浣花洗劍録
- 怒劍鳴
- 大地任我闖
- 佛山賛先生
- 情謎
- 路直路灣
- 莫問此生
- 男子漢
- 稻草人
- 花艇小英雄
- 如來神掌
- 豹子膽
- 斬柴佬
- 豹子膽
- 為何
- 金旗手
- 浪子嬌娃
- 一切待掲盅